# Mebendazol
A mebendazol egy szintetikus széles spektrumú féreghajtó gyógyszer.

## Hatás
A mebendazol interferál a féreg sejtjeinek tubulinképződésével, ezzel megakadályozza a glükózfelvételt és a féreg normális emésztési funkcióját, oly mértékben, hogy a sejtek automatikusan oldódnak.
Állatkísérletekkel igazolták, hogy a mebendazol daganatellenes szerként is hatásos. Medulloblasztómás egerekben a szer gátolta a rákos sejtek növekedését. A klinikai I-es vizsgálatok alapján a hatóanyag jól tolerálható emberekben is. Nem tartható valószínűnek, hogy a mebendazol monoterápiában alkalmas lehet a rák teljes gyógyítására, viszont kombinációs terápiában elképzelhetővé válhat az alkalmazása.

## Készítmények
- Vermox (Richter)